# ЛСД
| LSD                                                                                         |                                                                                        |
| (6aR,9R)-N,N-diethyl-7-methyl-4,6,6a,7,8,9- hexahydroindolo-[4,3-fg]quinoline-9-carboxamide |                                                                                        |
| CAS номер                                                                                   | 50-37-3                                                                                |
| Хим. формула                                                                                | C20H25N3O                                                                              |
| Моларна маса                                                                                | 323,431 g/mol                                                                          |
| Температура на топене:                                                                      | 80 °C                                                                                  |
| Легален статут                                                                              | Списък I (САЩ); Клас A (Великобритания); Списък III (Канада); Приложение 1 (България); |
| Форма на разпространение:                                                                   | На попивателна хартия (също познато като блотер (на английски: blotter); Течна;        |

Диетиламид на лизергиновата киселина (по-известна като LSD – от немското Lysergsäure-diethylamid, също ЛСД) е мощно психоактивно вещество, което спада към групите на халюциногените и ентеогените. LSD е изолиран за първи път в 1938 г. в лабораториите Sandoz (Швейцария) по полусинтетичен път от алкалоиди на моравото рогче (вид паразитна гъба) от швейцарския химик Алберт Хофман, наречен по-късно „бащата на LSD“.
Дозите се измерват в микрограмове (μg, една милионна от грама) и дозата може да варира между 10 μg (микро доза) и 1500+ μg (много силна доза). Доказано е, че LSD няма токсичен ефект върху организма и с него не може да се „предозира“, защото смъртоносната доза е над 12 000 μg, а това е 30 пъти повече от „силната“ единична доза. Приемане на такива дози на практика не се среща.
През първите години употребата на добилата митични измерения съставка LSD, преди нейната инкриминализация, намира своята употреба в психиатричните клиники, където веществото се е смятало за обещаващ терапевтичен инструмент. LSD обаче бързо попада на улицата и започва да се употребява предимно от музиканти, актьори, писатели, артисти, както и от много битници и хипита. Свързването на LSD с групи, несъгласни с господстващата културна и политическа обстановка, води до инкриминализирането на LSD. Регулационните режими обаче са леко разхлабени от 90-те години на XX век насам, но въпреки това притежанието и употребата остават преследвани.

## История
LSD е синтезиран на 16 ноември 1938 г. от химика Алберт Хофман, работещ за фармакологичните лаборатории Sandoz в Базел, Швейцария. Разработван първоначално за аналептик, който да стимулира метаболизма и дихателната система, LSD отначало не прави никакво впечатление на младия учен. При изпробването му върху животни ученият забелязва само известно безпокойство у животните. За момента изследванията приключват, а психеделичният потенциал на LSD е открит пет години по-късно.
На 16 април 1943 г., когато Алберт Хофман подновява работата си по веществото, в тялото му попада миниатюрна доза от веществото. Химикът изпитва безпокойство и леко зашеметяване, които преминават в приятно, по думите му „съноподобно“, състояние, изпъстрено с мощно разгръщане на въображението. След около два часа усещането губи своята интензивност. Преживяването е описано в дневника на учения.
Три дни по-късно, на 19 април 1943 г., Хофман съзнателно приема 250 μg LSD. За голяма негова изненада, дозата не се оказва минимална, както той смята. Невероятно силно преживяване залива изследователя, който моли своята асистентка да го придружи до дома му на няколко километра от лабораторията. Тъй като военното положение не позволява ползването на автомобил, те тръгват с велосипедите си. Пътешествието, предприето от Хофман, става легендарно и днес е известно сред привържениците на LSD като Деня на колелото.

### Разпространение
След горните събития LSD бързо навлиза в психиатричните клиники като обещаващо вещество за експерименти, свързани с поведението на хора. Съгласно с господстващата тогава догматика на бихевиоризма сред психиатрите, LSD е смятано за психозомиметик, тоест за вещество, имитиращо психоза. Много психиатри опитват сами ефектите на LSD, за да могат да разберат по-добре света на своите пациенти и да опознаят психическата патология. Оттук води началото си предполагаемата връзка между психоза и LSD, която остава недоказана и сериозно оспорвана предимно на основания за „неправилна, недобре информирана и неетична употреба“. До 60-те години на XX век, когато употребата на LSD се разгръща с огромна сила, веществото е познато само в психиатричните клиники, в експериментални (военни) центрове и частни психотерапевтични практики. Психиатрите използват LSD като инструмент за изучаване на психиката и разкриване на несъзнаваното и колективното несъзнавано. Изпробван върху много доброволци и недоброволци, LSD е смятан за субстанция с голям потенциал, която може да ускори разбирането за редица психични проблеми като шизофренията, както и лечението на психически разстройства и стресови състояния, на алкохолизъм и други пристрастявания.

### Правителствени експерименти
В следвоенната обстановка и в разгара на Студената война правителства и на западните съюзници, и на страните от тогавашния Варшавски договор финансират множество проекти за приложенията на LSD. ЦРУ стартира проекти, които пораждат голям брой експерименти с цивилни и военни, понякога без тяхното съгласие. Проект с кодовото наименование BLUEBIRD, който използва LSD в програмата си, включва методи на разпитване чрез психоактивни вещества, изолация и хипноза. Проектът съществува през 1949 – 50 година, след което бива преименуван на ARTICHOKE, а след това на МК-УЛТРА (MKULTRA). Документи по случая МК-УЛТРА, който е разкрит през 1975 г., показват често брутални LSD експерименти с душевноболни, военни, проститутки, студенти и други хора.
Идващ от бедно семейство, Кен Киси е студент в Станфордския университет, който, за да може да се издържа, се записва като доброволец по проекта МК-УЛТРА. Разтърсен от въздействието на LSD и проекта, Киси започва работа по един от най-влиятелните романи на XX век – „Полет над кукувиче гнездо“. Киси също така успява да вземе и разпространи огромно количесво LSD и така дава мощен тласък на психеделичната революция и хипи движенията. Така по ирония на съдбата ЦРУ става проводник на разпространението на LSD на Запад. По-късно обаче следва коренна промяна в политиката към веществото.

### Цензура и легален статут
Лавинообразното нарастване на влиянието на LSD сред радикализиращите се младежи на Запад и тяхната все по-нарастваща политическа активност против установения политически и културен ред води до забраната от 1965 г. в САЩ и 1966 г. във Великобритания. Заради огромното влияние на LSD сред надигащите се студентски среди, които отправят политически искания за спиране на войната във Виетнам и за човешки права и свободи, администрацията на американския президент Линдън Джонсън, а след това и на Ричард Никсън, повежда борба срещу LSD. Не само че веществото е забранено за употреба, но и всякакви научни изследвания са абсолютно криминализирани и преследвани. Въпреки това през 90-те години на XX век, след нестихващия интерес сред много кръгове, регулирането на LSD започва да отслабва и няколко изследователски проекта успяват да вземат разрешение за изследване.
В началото на XXI век няколко групи водят изследвания върху LSD. „Мултидисциплинарната асоциация за психеделични изследвания“ прави опити в Швейцария, а фондацията Beckley изследва ефектите на LSD върху творчеството и прозренията.
В България притежанието, производството и търговията с LSD са забранени и се преследват от закона.

### Интересни факти
През 1953 – 1954 г. учени от британското разузнаване MI-6 дават LSD на сътрудниците на службата без тяхно знание, опитвайки се да създадат съвършения „серум на истината“. След разкриването на скандалните случаи през 2006 г. на използваните като „опитни зайчета“ агенти са изплатени солидни компенсации.
В периода 1950 – 1965 г., в рамките на изследванията на LSD и др. халюциногени, са написани повече от хиляда научни труда, проведени са шест международни научни конференции, а наркотикът е предписван като лекарство на над 40 000 пациенти. Една от най-известните личности, преминали курс на лечение с LSD, е звездата на киното Кари Грант, който в края на 50-те години на XX век постъпва в клиника за справянето с измъчващите го душевни разстройства след множеството му разводи.
През 1961 г. Тимъти Лиъри – професор по психология от Харвард, използва академично финансиране за провеждането на експеримент, в рамките на който четиристотин доброволци приемат 3500 дози LSD. При последвалата анкета 90% от участниците в изследването посочили, че отново биха искали да изпитат подобни усещания, а 62% заявили, че изживяното при употребата на LSD е променило живота им към по-добро.
През 1966 г. халюциногенът е забранен от закона и във Великобритания, а в края на 60-те години на XX век привържениците на ъндърграунд културата започват масовата му употреба в търсене на духовни и мистически откровения по време на халюцинациите, които обикновено продължават между 8 и 15 часа. Тласък на разпространението на наркотика дава и интервю на Пол Маккартни от 1967 г., в което той открито признава, че употребява LSD. При съчиняването на песента Tomorrow Never Knows, в която се усеща интересът на „Бийтълс“ към халюциногените, Джон Ленън черпи идеи от излязлата през 1964 г. книга „Психеделичният опит“ от проф. Тимъти Лиъри.
Роджър „Сид“ Барет от групата „Пинк Флойд“ също е сред почитателите на LSD през 60-те години на XX век. В края на 60-те средната доза LSD е около 100 – 200 μg. Смята се, че преди един от концертите на „Дорс“ през 1966 г. фронтменът ѝ Джим Морисън взел наведнъж 10 000 μg от наркотика.
Според Закона за злоупотреба с наркотични вещества (Misuse of Drugs Act), приет през 1971 г. във Великобритания, притежанието на LSD, който спада към наркотиците от група А, се наказва с до 7 години затвор, а разпространението му се наказва още по-тежко – с присъди до доживотен затвор и парична глоба в неограничен размер.
През 2007 г. „бащата“ на LSD бе класиран на първо място в списъка на стоте живи гении, съставен от консултантска компания Synectics със седалище във Великобритания.

## Ефекти
Последствията от LSD могат да бъдат непредвидими или да имат дълготрайни психоемоционални ефекти – както положителни, така и отрицателни. Цензурата и гоненията, както и политическата оцветеност на дебата около LSD правят много труден анализът на ефектите на LSD, за които трябват още изследвания. Някои хора, употребяващи LSD, твърдят, че ефектите имат огромно значение за живота им и това им е помогнало да погледнат живота си от друг ъгъл. Други, които са имали лоши преживявания, пробват само един път и след неуспешния експеримент завинаги странят от LSD.

### Физиологични ефекти
- Засилено отделяне на слюнка, кашляне при някои хора и задействане на сукателния рефлекс и напрежение в челюстите.
- Необичайни телесни усещания като изчервяване на лицето, ледени тръпки, приток и на физическа енергия.
- Слабо повишаване или намаляване на телесната температура.
- Изостряне на сетивата (вкус, зрение, обоняние, осезание).
- Умерено ускоряване на пулса.
- Обилно потене.
- Гадене.
- Виене на свят, замаяност.

Интензивните ефекти на LSD продължават от 6 до 12 часа в зависимост от дозата, толеранса към дрогата, теглото и възрастта на човека. Въпреки това поддръжниците на внимателната употреба на LSD често споменават, че е нужна неколкодневна подготовка за „пътешествието“ в света на LSD, за да бъде извлечена максимална полза от преживяното. LSD засяга предимно G-протеин-свързаните рецептори, но също и всички подтипове на допаминовите рецептори, както и много други.
Както към всеки халюциноген, и към LSD не се наблюдава физическо и психическо пристрастяване. Съществува обаче увеличаващ се толеранс (поносимост) към дрогата, ако тя се употребява често. След няколко дни на въздържание толерансът изчезва.

### Психологически ефекти
- Бърза смяна на емоциите (еуфория, щастие, страх, гняв, смях, раздразнение).
- Засилване на усета към музика.
- Промяна в усещането за време.
- Основни промени в съзнанието (характерни за халюциногените).
- Преживяване на чувство на освобождение от оковите на егото и реалността, отваряне на съзнанието към свръхестествени преживявания.
- Сливане с други предмети или хора.
- Преминаване на съзнанието през различни, понякога шокиращи измерения на творението.
- Възникване на спомени от периода преди раждането, достъп до родовата памет и колективното несъзнавано, предполагано от Карл Юнг.
- Чувство за способност за препрограмиране на невронните връзки в мозъка.
- Чувство за нирвана, самадхи (просветление, квантово пробуждане).[13]

При средно големи дози може да се наблюдават промени на възприятието за време и пространство, цветни халюцинации, сливащи се обекти, освобождаване от егото (познато като „egodeath“). В това състояние е възможно голямо количество изтласкани, несъзнавани душевни съдържания да бъдат доведени до съзнанието. Твърди се, че именно това свойство на веществото е ценно за психотерапевтите. Тази задържаща бариера изчезва при освобождаване от егото.
При големи дози настъпват още ефекти. Много хора съобщават за разтваряне, изчезване на границите на съзнанието и сливане на човека с околния свят.

## Употреба
Употребата на LSD е разнородна и многобройни групи хора използват LSD в живота си за най-различни цели – духовни, философски и терапевтични търсения, хедонистични партита и забавления. Съществуват стотици религиозни и нерелигиозни групи, използващи веществото, а също така и милиони индивидуални потребители. Точният брой е трудно изчислим, тъй като употребата на LSD се преследва от закона.

### С религиозна цел
Въпреки че е синтетичен продукт, LSD се смята за ентеоген поради това, че има потенциала да предизвика опит, който хората са склонни да интерпретират като мистични и/или религиозни преживявания. Опитни психонавти и изследователи говорят за единение и космическо съзнание, сливане с Вселената, интензивна космическа значимост и нуминозност на преживения опит, връщане към невербалния праизточник на Сътворението и др. Предполага се, че това е просветлението, обявено от будизма и някои езотерични учения за цел на човешкото съзнание и достигано от йогите чрез дисциплина, медитация и аскетичен начин на живот. За това свидетелстват някои интерпретации на текстовете от духовни книги, интересуващи допреди високата индустриализация предимно добре образована малка, немасова част от религиозните традиции, с предимно ведически и елинистични влияния. През 50-те и началото на 60-те години на XX век опитно индуцирани чрез LSD мистични преживявания са наблюдавани и документирани от изследователи и от двете страни на Желязната завеса, като по-голяма популярност придобиват харвардският професор по психология Тимъти Лиъри и чехословашкият му колега Станислав Гроф. Преживявания като описаните споделят интелектуалци, творци, актьори, комици, музиканти и др. психонавти, като Алън Уотс, Робърт Антон Уилсън, Бийтълс, Бил Хикс, Алекс Грей и др., както и хора занимаващи се с медитация или други духовни практики.

### Обстановка и настройка
Ефектите от преживяването (наричан още трип от английското „trip“, в буквален превод пътешествие) могат да бъдат непредсказуеми, но в много голяма степен това зависи от обстановката и настройката, което представлява теорията на Тимъти Лиъри и Ричърд Алпърт (по-късно Рам Дас) за set & setting. Двамата харвардски лектори определят обстановката, тоест външните влияния на експериментиращия, и настройката, тоест неговото моментно, най-вече емоционално състояние, като изключително важни фактори, определящи резултатите от опита. Ефектите са често уникални и строго индивидуални. Пътешествията могат и да се менят за секунди само в един трип.
Според Тимъти Лиъри, който е един от психеделичните пионери в Америка, обстановката и настройката са от изключително важно значение. Ако обстановката е неблагоприятна и употребяващият е враждебно настроен или психически неподготвен за мощните изменения на съзнанието, той може да бъде травмиран.
За подходящи обстановка много психонавти препоръчват уютна стая с подходяща музика, осветление и храна. За начинаещите е важно присъствието на по-опитен от тях човек, запознат с протичането на преживяването. Това подсигурява помощ в случай на нужда. Много потребители на LSD избягват шум, струпване на хора, силна музика, телевизия, малки потискащи пространства и др. Затова много хора експериментират извън населените места, в природата. Това обаче не е задължително, заради голямото разнообразие от хора и цели при употребата на LSD. Така например Кен Киси и „Веселите пакостници“ (англ. The Marry Pranksters) си устройват шумни бохемски фиести, изпълнени с тълпи от непознати хора и причудливи събития. Чести гости на партитата на Киси и „пакостниците“ са Grateful Dead.

## Рискове и неблагоприятни ефекти
Последствията от LSD могат да бъдат непредвидими или да имат дълготрайни или дори постоянни психоемоционални последствия – както положителни, така и отрицателни. Хора, употребяващи LSD, твърдят, че ефектите имат голямо значение за живота им и това им е помогнало да погледнат живота си от друг ъгъл. Други, които са имали лоши преживявания, пробват само един път и след неуспешния експеримент никога повече не повтарят.

### Лоши преживявания
Една от най-известните неблагоприятни страни на преживяванията с LSD е т.нар. Bad trip (лошо пътуване), което е едно от най-ужасяващите преживявания. При такъв Bad trip употребяващият LSD загубва всякакво чувство за време, място и личност, като едновременно е обладан от поток застрашаващи го халюцинации, които той приема за реални и върху които няма никакъв контрол. Това предизвиква паника и страх, най-вече от полудяване. За предотвратяване на инциденти, ако настъпят лоши преживявания, се използват антипсихотици (интравенозно в клиниките; хапчета във външна обстановка), като торазин и др., които потискат халюцинациите и успокояват пациента. Присъствието на познат човек и приятелското успокояване също спомагат за излизане от лошите преживявания. Те не са опасни, ако са в контролирана среда, но могат да имат неблагоприятни последици за употрябяващия LSD, най-вече психическо неразположение, което продължава от няколко дни до една-две седмици.

### Минали спомени
При многократната употреба с LSD съществува възможност от поява на отдавна забравени спомени. Това са кратки, но понякога много интензивни проблясъци на картини, звуци или емоции – приятни или неприятни. За този психологически феномен все още се търси научно обяснение. Той може да се предизвика не само от LSD, но и от други фактори, като минали душевни травми и посттравматични стресови състояния. Въпреки че появата на такива спомени е традиционно сочена от властите като страничен ефекти на лизергиновата киселина, доказваща техния пагубен ефект, много от привържениците на LSD са въодушевени от появата им. Така сред много от хипитата през 60-те години на XX век в Северна Америка проблявсъците на спомени са известни още с жаргонния израз „free trip“, тоест „безплатно пътешествие“.

### Психотични състояния
При многократна злоупотреба са възможни също така и редки случаи на развитие на халюциногенна персистираща перцептивна психоза (Hallucinogen persisting perception disorder, HPPD), която се изразява в необичайна промяна на възприятията. Тези състояния обаче са рядкост. Според изследвания в САЩ те се появяват при по-малко от 1% от хората.
Употребата на LSD не причинява шизофрения въпреки някои твърдения в миналото. Все пак злоупотребата с веществото може да отключи вече съществуваща шизофрения в латентно състояние. Опасна е и употребата на LSD от лица с родители или роднини, болни от шизофрения, защото болестта се предава по наследство.

## Изследователи и поддръжници
Известни личности, използвали LSD:
Джими Хендрикс, Сид Барет, Бийтълс, Ролинг Стоунс, Боб Дилън, Питър Фонда, Кари Грант, Браян Уилсън, Хънтър Томпсън, Ханс Гигер, Кери Мулис, Олдъс Хъксли, Анаис Нин, Телониъс Монк, Алан Гинсбърг, Кен Киси, Уилям Бъроуз, Стив Джобс, Джак Никълсън, Барбара Стрейзънд, Леми Килмистър, Дейв Грол, Мартин Еймис, Франсис Крик, Ричард Файнман, Станислав Гроф, Алберт Хофман, Алън Уотс, Джак Керуак, Робърт Антон Уилсън, Александър Шулгин, Тимъти Лиъри, Джон Лили, Алън Мур, Егор Летов, Джим Морисън и The Doors.